# Otto Theodor Schmidt
Otto Theodor Schmidt (* 24. Dezember 1894 in Karlsruhe; † 9. April 1972 in Heidelberg) war ein Chemiker und Professor an der Ruprecht-Karls-Universität Heidelberg.

## Leben
Schmidt wurde 1894 in Karlsruhe geboren, machte dort 1913 das Abitur. Nach dem Abitur trat er als Einjährig-Freiwilliger in den Heeresdienst, kam bei Kriegsausbruch direkt ins Feld und wurde zweimal verwundet, im Oktober 1915 schwer. Sein höchster Rang war Leutnant. Er bekam das Eiserne Kreuz 1. und 2. Klasse.
Mit 24 Jahren begann er sein Studium an der Technischen Hochschule Karlsruhe und besuchte unter anderem die Vorlesungen von Paul Pfeffer. 1920 bestand er das Diplom-Vorexamen und zum Sommersemester 1921 siedelte er nach München über, wo Richard Willstätter lehrte. Bei ihm promovierte Schmidt mit der Arbeit: Synthesen von Benzopyryliumsalzen vom Typus der Anthocyanidine in organischer Chemie.
Schmidt kehrte nach Karlsruhe zurück, um bei Karl Freudenberg zu arbeiten, und ging mit ihm später auch nach Heidelberg. Schmidt begann in Heidelberg selbständige Forschungen in der Zuckerchemie und konnte sich 1931 habilitieren.
In Heidelberg hielt er Vorlesungen über organische Chemie. Er leitete das dortige Laboratorium der organischen Chemie von Herbst 1936 bis zu seiner Emeritierung im Jahre 1963.
Nach Ausbruch des II. Weltkriegs musste Schmidt einrücken und erreichte den Rang eines Majors. 
Nach Bemühungen von Freudenberg wurde Schmidt Mitte 1942 aber unabkömmlich gestellt und aus dem Heeresdienst entlassen. In der deutschen Wochenschau Nr. 718 vom 7. Juni 1944 sieht man Schmidt bei einer Chemievorlesung vor Soldaten.
Nach Ende des Krieges wurde Schmidt 1947 wieder in die Heidelberger Fakultät eingegliedert. Neben seinen Vorlesungen über „Zuckerchemie und Stereochemie“ und „Spezielle Chemie der aliphatischen, bzw. aromatischen Verbindungen“ führte er mit zahlreichen Doktoranden Untersuchungen über Gerbstoffe durch.
Mit Ablauf des Wintersemesters 1962/63 wurde Schmidt emeritiert; als Vertreter seines eigenen Lehrstuhls setzte er aber seine Lehrtätigkeit noch fort und arbeitete danach bis 1969 im Chemischen Institut weiter.
Schmidts wissenschaftliches Werk ist der Naturstoffchemie gewidmet und zwar hauptsächlich Blütenfarbstoffen, Catechin, Gerbstoffen  und der Zuckerchemie. Schmidt konnte als erster auch eine ganze Reihe komplizierter Gerbstoffe in reiner Form isolieren, deren Molekülstruktur aufklären und erklären wie diese Substanzen in der Pflanze gebildet werden.
Schmidt starb nach langer Krankheit mit 77 Jahren in Heidelberg, er war seit 1918 verheiratet und hatte drei Söhne.

## Publikationen (Auswahl)
- Richard Willstätter, Otto Th. Schmidt: Synthese neuer Anthocyanicine. In: Berichte der deutschen chemischen Gesellschaft (A and B Series). Band 57, Nr. 10, 5. November 1924, ISSN 0365-9488, S. 1945–1950, doi:10.1002/cber.19240571032
- Otto Th. Schmidt, Walter Mayer: Natürliche Gerbstoffe. In: Angewandte Chemie. Band 68, Nr. 3, 1956, S. 103–115, doi:10.1002/ange.19560680305.